# Acropora polystoma
Acropora polystoma е вид корал от семейство Acroporidae. Възникнал е преди около 0,0117 млн. години по времето на периода кватернер. Видът е световно застрашен, със статут Уязвим.

## Разпространение и местообитание
Разпространен е в Австралия, Американска Самоа, Британска индоокеанска територия, Вануату, Виетнам, Джибути, Египет, Еритрея, Йемен, Израел, Индонезия, Йордания, Камбоджа, Кирибати, Коморски острови, Мавриций, Мадагаскар, Майот, Малайзия, Маршалови острови, Микронезия, Мозамбик, Науру, Нова Каледония, Острови Кук, Палау, Папуа Нова Гвинея, Провинции в КНР, Реюнион, Самоа, Саудитска Арабия, Сейшели, Сингапур, Соломонови острови, Судан, Тайван, Тайланд, Тувалу, Уолис и Футуна, Фиджи, Филипини и Япония.
Среща се на дълбочина около 2 m, при температура на водата около 26,6 °C и соленост 35,1 ‰.

## Описание
Популацията на вида е намаляваща.